# صفيحة معايرة دقيقة

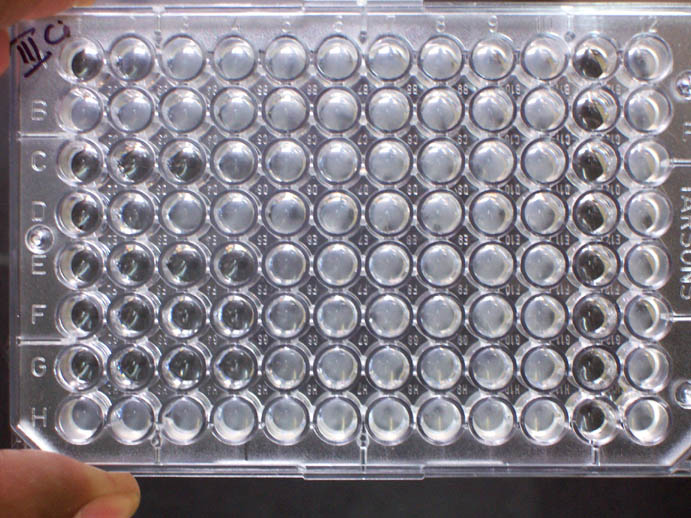
صفيحة معايرة دقيقة.

صفيحة المعايرة الدقيقة هي لوحة مسطحة يوضع فيها أنابيب اختبار صغيرة.
أصبح المعيارِ المِكْرَوي أداة وتستخدم في مجال البحوث التحليلية والمختبرات وتستخدم كذلك في فحص الإنزيم، وحديثاً تستخدم في التشخيص الطبي للبشر والحيوانات.
كل فراغ من هذه المعايير يحمل عادة ما بين عشر وحدات النانو مليمتر من السوائل، ويمكن أيضا أن تُستخدم لتخزين مساحيق البحوث لأن هذه المعايير يوضع أحياناً فيها أنابيب زجاجية، وهذه المعايير يمكن أن تحتوي على فراغات دائرية أو مربعة، وبالإمكان تخزين هذه المعايير في درجات حرارة منخفضة لفترات طويلة، وقد يتم تسخينها لزيادة معدل تبخر المذيبات من الفراغات. 
هناك اليوم العديد من المعايير للتطبيق في بحوث علوم الحياة تشمل الترشيح، الانفصال، الكشف بصري، والتخزين، والخلط. 
وقد أدى النمو الهائل في دراسة الخلايا الحية إلى إنتاج مجموعة جديدة من منتجات هذا المعيار وخصوصا لهذا العمل «زراعة الأنسجة». وقد تم تعديل أسطح هذه المنتجات باستخدام تفريغ البلازما لجعلها أسهل للخلايا أن تنمو عليها.

## التصنيع والتركيب
يتم تصنيع هذا المعيار من مجموعة متنوعة من المواد. والأكثر شيوعا هو البوليسترين، تستخدم لاكتشاف معظم المعايير البصرية.
يمكن أن تكون بيضاء اللون عن طريق إضافة ثاني أكسيد التيتانيوم أو سوداء اللون عن طريق إضافة الكربون للمقياسات البيولوجية للفلورسنت.
ويستخدم البولي بروبيلين أحياناً لأشياء إن احتاجت لتتحمل درجة حرارة -80 درجة مئوية. وتعتبر مادة البولي بروبيلين رخيصة وسهلة لعملية تصنيع القوالب.

## التاريخ
تم إنشاء أول المعايير في عام 1951 من قبل (غيولا تاكاستي) الذي صنعها على نُظم 6 صفوف و 12 خلية (عميقة). ومع ذلك، 
بدأ الاستخدام المشترك للمعيار في أواخر الخمسينات من القرن التاسع عشر عندما كان جون اينر في الولايات المتحدة قد أدخل نسخة من هذه المعايير. 
بحلول عام 1990 كان هناك أكثر من 15 شركة تنتج مجموعة واسعة من هذه المعايير مع ميزات مختلفة.
وتشير التقديرات إلى أنه قد استُخدمت 125,000,000 معيار مكروي في عام 2000 .
وكلمة "Microtiter" هي علامة تجارية مسجلة للشركة الهندسية كوك (العلامات التجارية الأمريكية 72128338).
في عام 1996، بدأت جمعية العلوم (SBS) مبادرة لإنشاء تعريف موحد للمعايير الميكروية. واقترحت سلسلة من المعايير في عام 2003 والتي نشرها المعهد الوطني الأمريكي للمعايير (ANSI) نيابة عن SBS.
وهي معايير تحكم الخصائص المختلفة للمعايير الميكروية بما في ذلك أبعادها (مثل القطر والعمق)، (البعد النموذجي ~ 5 "x3.33").